# Isam Bachiri

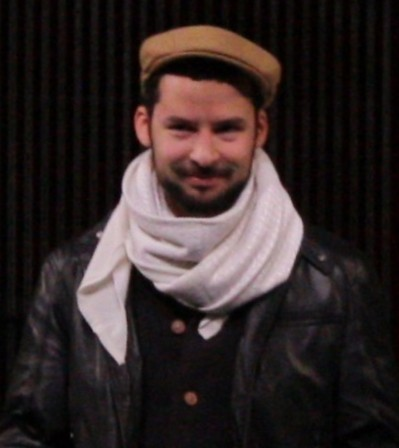
Bachiri in 2009

Isam Bachiri (Kopenhagen, 1 augustus 1977) is een Deens-Marokkaans zanger-rapper.
Hij is de leadzanger en oprichter van de hiphopgroep Outlandish, die vooral bekendstaat om zijn vele multi-culturele invloeden. 
Het liedje waarmee ze debuteerden is Aicha. Dit liedje is opgedragen aan zijn zusje, die gepest werd op school en werk omdat ze een hoofddoek droeg.